# Цюльпіх
Цюльпіх (нім. Zülpich) — місто в Німеччині, знаходиться в землі Північний Рейн-Вестфалія. Підпорядковується адміністративному округу Кельн. Входить до складу району Ойскірхен.
Площа — 101 км2. Населення становить 20 440 ос. (станом на 31 грудня 2020).